# Carex alsatica
Carex alsatica là một loài thực vật có hoa trong họ Cói. Loài này được Zahn mô tả khoa học đầu tiên năm 1890.